# 亚历山大·瓦西里耶维奇·格奥尔基耶夫
亚历山大·瓦西里耶维奇·格奥尔基耶夫（俄語：Александр Васильевич Георгиев，1913年6月6日—1976年4月9日），是苏联的政治家，苏共中央委员，曾任阿尔泰地区第一书记。

## 生平
1913年，出生于农民家庭。
1944年，入党。
1957年，任苏共阿尔泰地区第二书记。
1961年，任苏共阿尔泰地区第一书记兼中央委员。
1962年，为苏联最高苏维埃代表。
1976年，去世。